# Kaleybar, Khoda Afarin e Hurand (circoscrizione elettorale)
La Circoscrizione di Kaleybar, Khoda Afarin e Hurand è un collegio elettorale iraniano istituito per l'elezione dell'Assemblea consultiva islamica. 

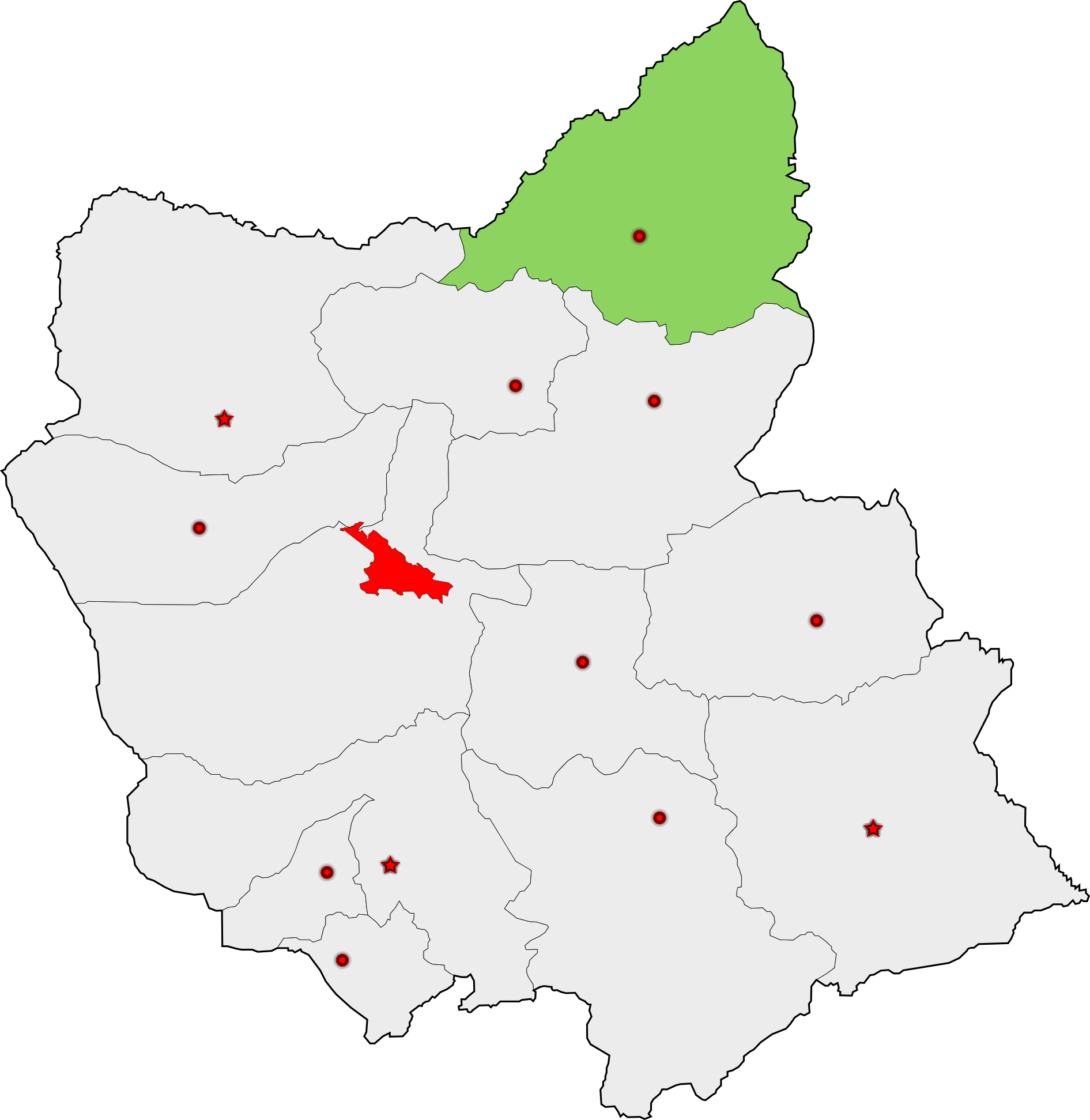
La circoscrizione di Kaleybar, Khoda Afarin e Hurand, all'interno dell'Azerbaigian Orientale

## Elezioni
Durante le Elezioni parlamentari in Iran del 2012 viene eletto con il 47.40% dei voti (pari a 29,879 preferenze) il principalista Arsalan Fathipour.
Alle Elezioni parlamentari in Iran del 2016 è stato invece Goliollah Golizadeh (anch'egli principalista), con 36,936 voti, a trionfare.